# Rossano
Rossano, auch Rossano Calabro, ist eine süditalienische Stadt mit zuletzt 36.724 Einwohnern (Stand 31. Dezember 2016) in der Provinz Cosenza in der Region Kalabrien. Seit dem 31. März 2018 ist sie Teil der Gemeinde Corigliano-Rossano, der größten der Provinz Cosenza. Sie ist Sitz des Erzbistums Rossano-Cariati.

## Lage
Rossano liegt am Ionischen Meer, in den nördlichen Ausläufern der Sila Greca. Das historische Zentrum befindet sich in etwa 275 Metern Höhe, am Fuß des Hangs liegt der moderne Stadtteil Rossano Scalò, der Stadtteil an der Küste heißt Lido Sant’Angelo und ist ein stark frequentierter Badeort.

## Geschichte
Archäologische Spuren beweisen die Existenz einer Siedlung in römischer Zeit, die erste schriftliche Aufzeichnung erwähnt die Stadt Roscianum im 6. Jahrhundert n. Chr. Seine größte Bedeutung erlangte Rossano in der Zeit des 8. bis 11. Jahrhunderts, während deren sie eines der bedeutendsten Zentren byzantinischer Kultur in Süditalien war und mit einer stark ausgebauten Festung lange den Angriffen der Sarazenen widerstand.
Im Jahre 982 war Rossano der Stützpunkt des Hofstaats Ottos II., in welchem der Kaiser seine Gemahlin Theophanu und den Thronfolger Otto während seines Kriegs gegen die Sarazenen zurückgelassen hatte. Dank glücklicher Flucht auf einem byzantinischen Handelsschiff konnte der Kaiser trotz einer verlustreichen Niederlage nach Rossano zurückkehren.
1060 ging die Stadt in den Besitz der Normannen über und teilte seit dieser Zeit das historische Schicksal Süditaliens, freilich ohne über den Rang einer gewöhnlichen Provinzstadt hervorzuragen. Unter den Feudalherren des mittelalterlichen Rossano befand sich die Familie Ruffo, ab 1637 herrschten die Borghese über die Stadt.
Seit den 1950er-Jahren nahm die Bevölkerung stark zu. Rossano ist heute ein bedeutendes Zentrum der Landwirtschaft und der Nahrungsmittelindustrie, das sich vor allem auf den Anbau von Oliven und Zitrusfrüchten, aber auch auf die Verarbeitung der Lakritze stützt. Einen weiteren wichtigen Wirtschaftszweig bildet mittlerweile der Tourismus.

## Sehenswürdigkeiten
- Die Kathedrale Santa Maria Assunta stammt aus dem 12. Jahrhundert, war aber im Verlauf der Jahrhunderte zahlreichen Veränderungen unterworfen. Sie birgt ein der Legende nach nicht von Menschenhand gemaltes Gnadenbild, die so genannte Maria Achiropita.
- Der Codex purpureus Rossanensis (Purpurkodex von Rossano) im Diözesanmuseum ist eine der ältesten und am reichsten ausgeschmückten griechischen Evangelienhandschriften. Er wurde vermutlich im 6. Jahrhundert in Syrien angefertigt und gelangte im 7. Jahrhundert nach Kalabrien.
- Das Oratorium San Marco im griechischen Altstadtviertel ist eine byzantinische Kirche, vermutlich aus dem 10. Jahrhundert. Sie soll vom Heiligen Nilus von Rossano gestiftet worden sein.
- Eine weitere byzantinisches Kirche aus dem 10. oder 11. Jahrhundert ist das Oratorium der Panaghia beziehungsweise Maria la Tutta Santa.
- Die Barockkirche San Nilo wurde von Ippolita Aldobrandini als Fürstin von Rossano gestiftet und 1620 errichtet.
- Außerhalb der Stadt, in 609 m Höhe, befindet sich die Kirche Santa Maria del Patire beziehungsweise Santa Maria Nuova Odigitria, die 1101–1105 von Basilianermönchen erbaut wurde und Teil eines bedeutenden Klosterkomplexes in der Normannenzeit war, von dem allerdings nur Ruinen übrig sind. Gründer soll der Heilige Bartholomäus von Simeri gewesen sein, der in ihr als patire, griechisch πατῆρ (Vater), verehrt wird. Sie verfügt über Reste eines Mosaikfußbodens.

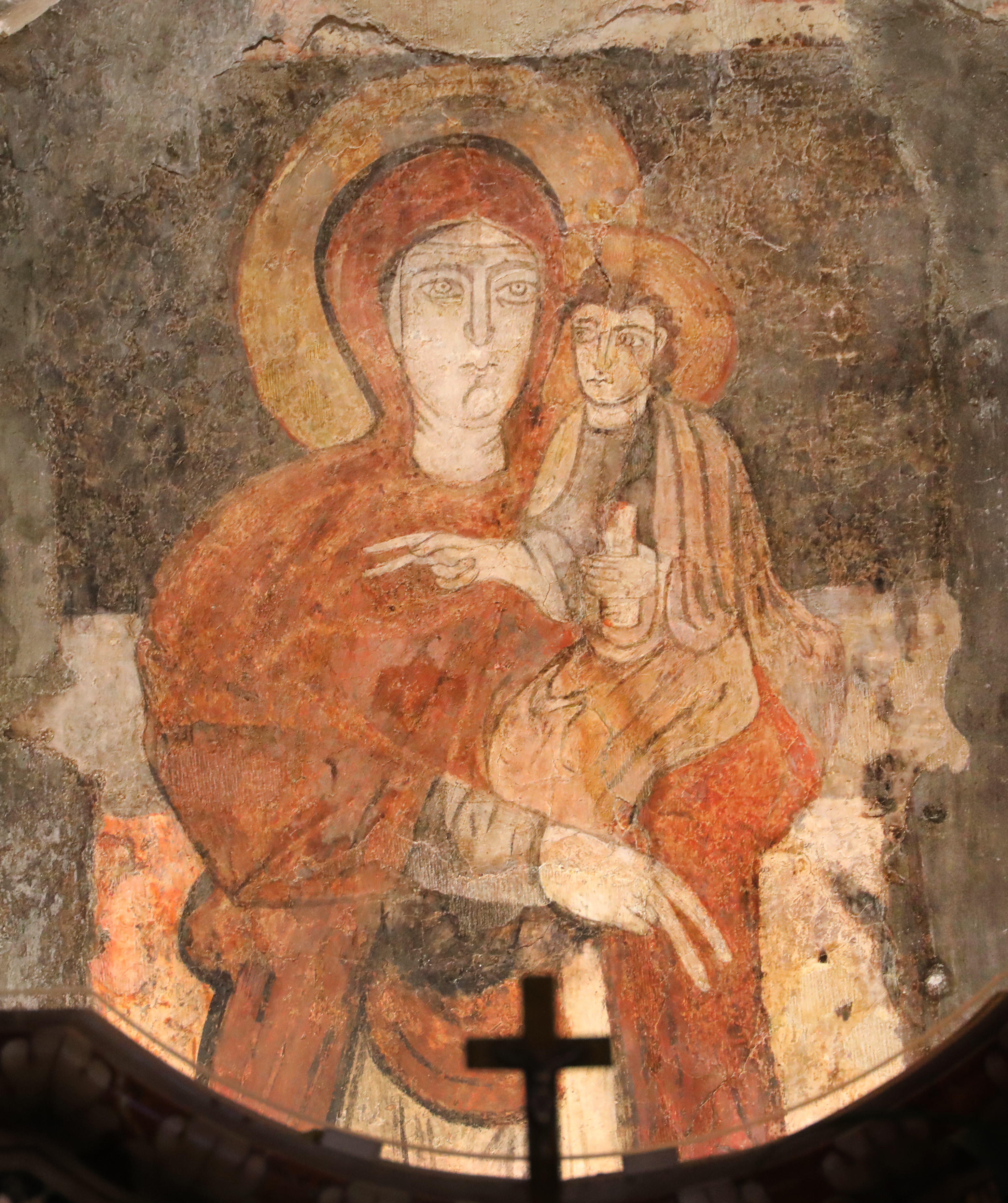
Bild der Maria Achiropita in der Kathedrale
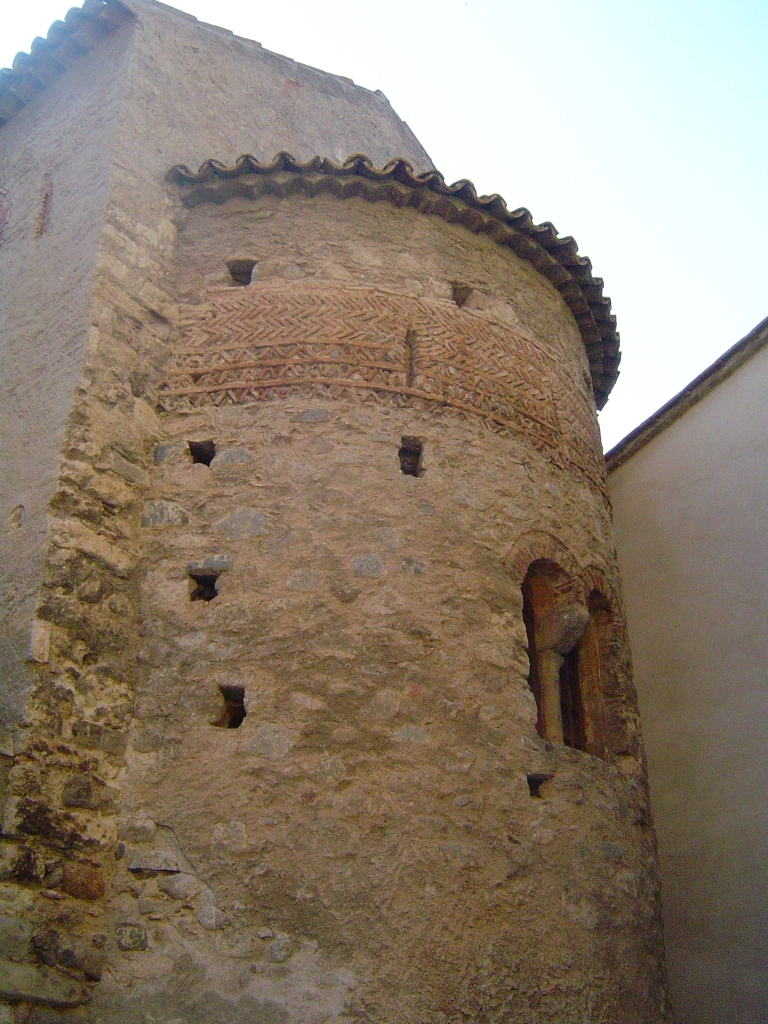
S. Maria Panaghia
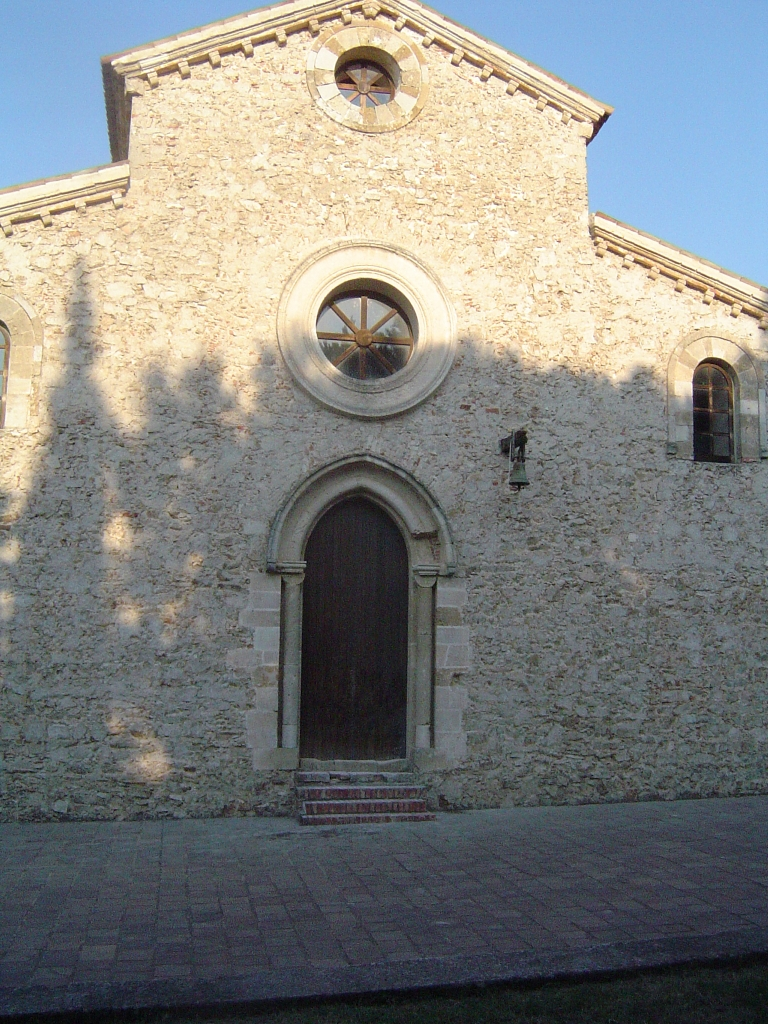
S. Maria del Patire
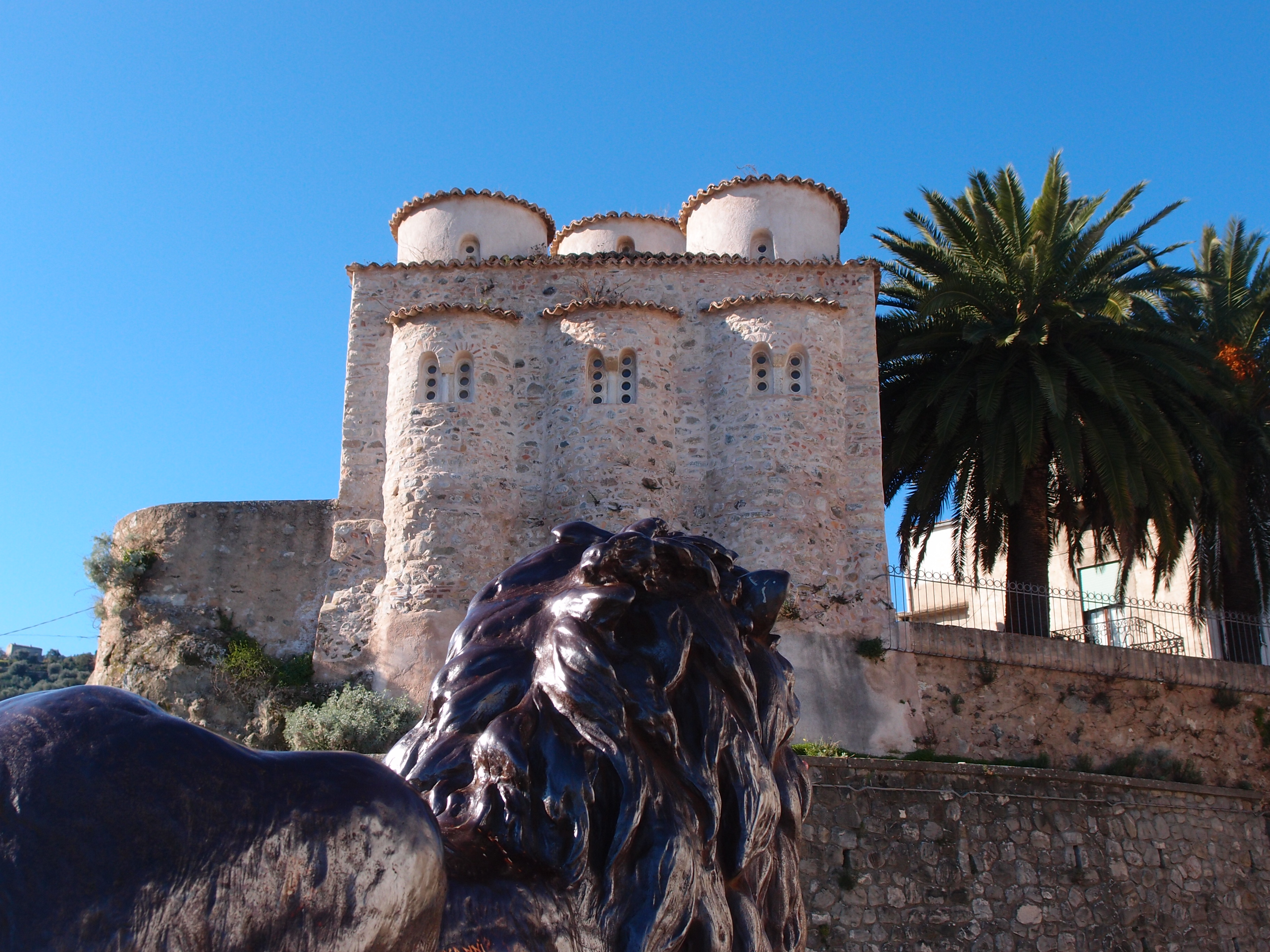
S. Marco
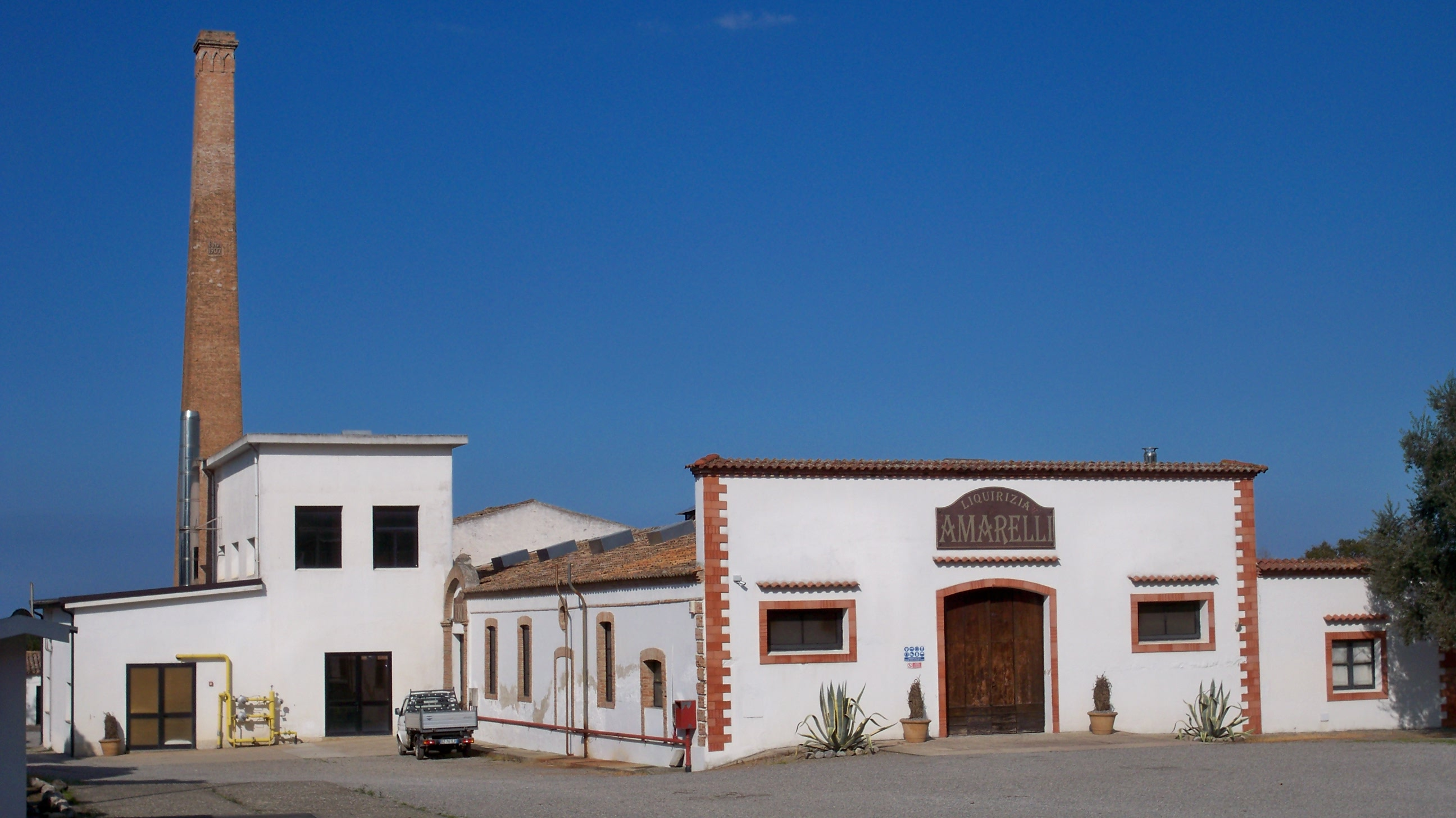
Produktionsstätte und Museum der Amarelli-Lakritze

## Söhne und Töchter der Stadt
- Johannes VII. (* in Rossano, † 707 Rom), Papst
- Nilus von Rossano (* Rossano 910, † Grottaferrata 1004), Mönch und Heiliger griechischer Herkunft
- Johannes XVI. (* Rossano, † 1013? Rom), Gegenpapst
- Luigi Amantea (1869–1949), Armeegeneral
- Domenico Tedesco (* 1985), deutsch-italienischer Fußballtrainer
- Giacomo Smith (* 1987/88), italo-amerikanischer Jazzmusiker